# 光 (Soweluの曲)
「光」（ひかり）は、日本の歌手Soweluの17枚目のシングルである。2007年12月19日発売。発売元はデフスターレコーズ。

## 概要
- 通常盤と初回生産限定盤の二種リリース。初回生産限定盤はDVD付き。
- PV監督は竹石渉。

## 収録曲

### CD
1. 光[3:33]
作詞：Sowelu／作曲：Miki Watanabe／編曲：Aki Hisakawa
2. Still lovin' you[3:52]
作詞：Sowelu・作詞：herOism／作曲：herOism／編曲：Shingo.S
3. 光 (Instrumental)[3:34]

### DVD(初回生産限定盤のみ)
1. 光 (ミュージック・ビデオ)
2. Making of 光
3. 5th.Anniversary 特別企画映像 Part3

## 収録アルバム

### 光
- オリジナル『Naked』（2008年4月9日）
- ベスト『Sowelu THE BEST 2002-2009』（2009年3月18日）

### Still lovin' you
- オリジナル『Naked』（2008年4月9日）

## タイアップ
- 光：東映配給映画「茶々 天涯の貴妃」主題歌
- Still lovin' you：CX系「グータンヌーボ」エンディングテーマ